# Kościół Wniebowzięcia Najświętszej Maryi Panny w Marienbaum

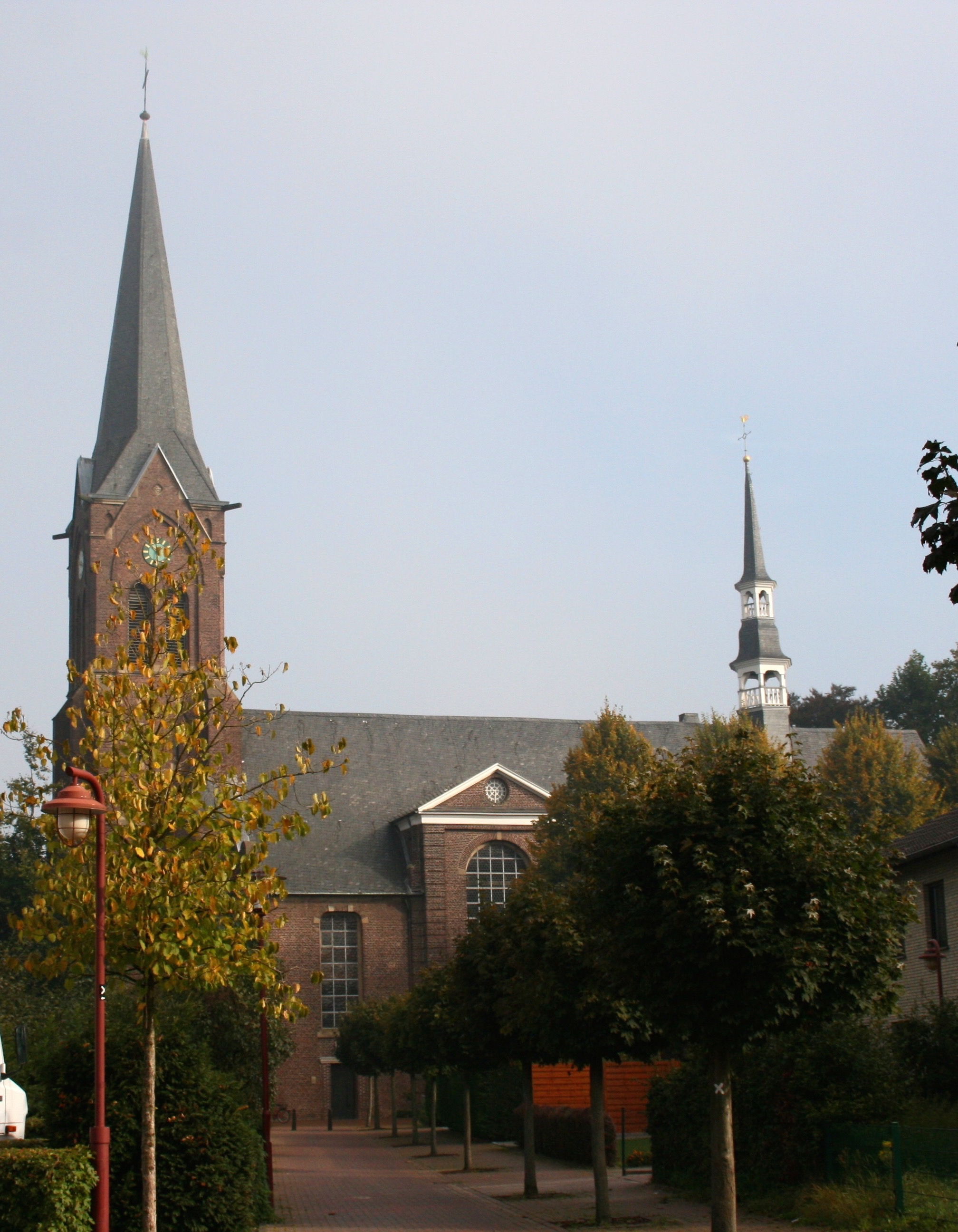
Pielgrzymkowy kościół Wniebowzięcia Najświętszej Maryi Panny w Marienbaum

Podział administracyjny Xanten

Kościół Wniebowzięcia Najświętszej Maryi Panny (Marienbaum) – kościół pielgrzymkowy w Marienbaum, dzielnicy Xanten. Został zbudowany jako kościół klasztorny, założonego w 1460 klasztoru Brygidy w Marienbaum. Od sekularyzacji w 1802 pełni funkcję kościoła parafialnego.

## Sanktuarium

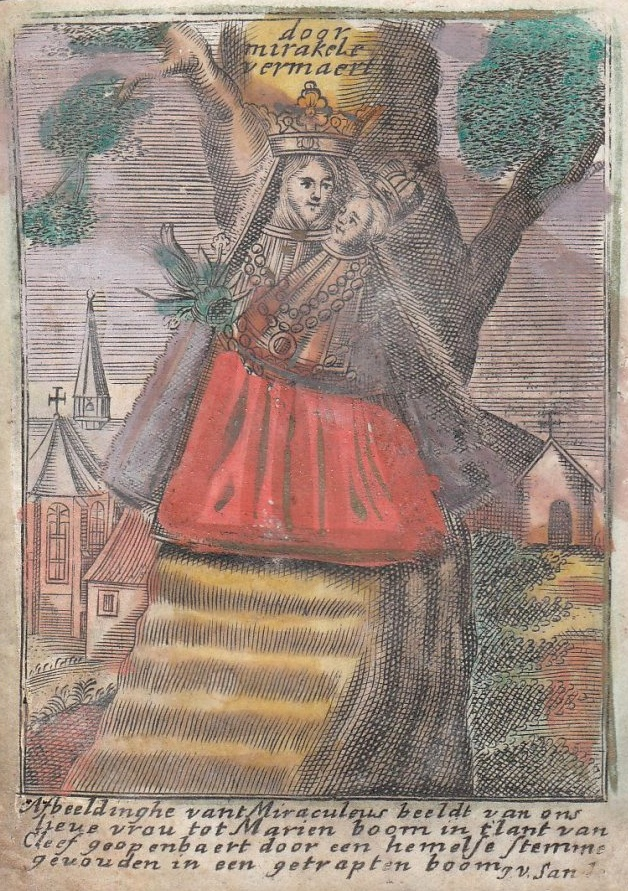
Obraz łaski Maryi z początku XIV wieku, Marienbaum, miedzioryt około 1680

Historia pielgrzymek Marienbaum opiera się na legendzie o obrazie łaski Maryi z początku XIV wieku. Zgodnie z tą legendą, w 1430, we śnie sparaliżowanemu pasterzowi pojawił się dąb, w którym odkrył postać Maryi w koronie, a następnie wyzdrowiał. Po odnalezieniu drzewa przez pasterza miejsce to określono jako An gen Trappenboom i było odwiedzane przez pielgrzymów; w latach 1438-1441, na cześć Maryi i ewangelisty Jana została zbudowana kaplica przez hrabiego Adolfa II, którego prezbiterium w stylu gotyckim jest nadal częścią kościoła Wniebowzięcia Najświętszej Maryi Panny w Marienbaum.

## Opactwo

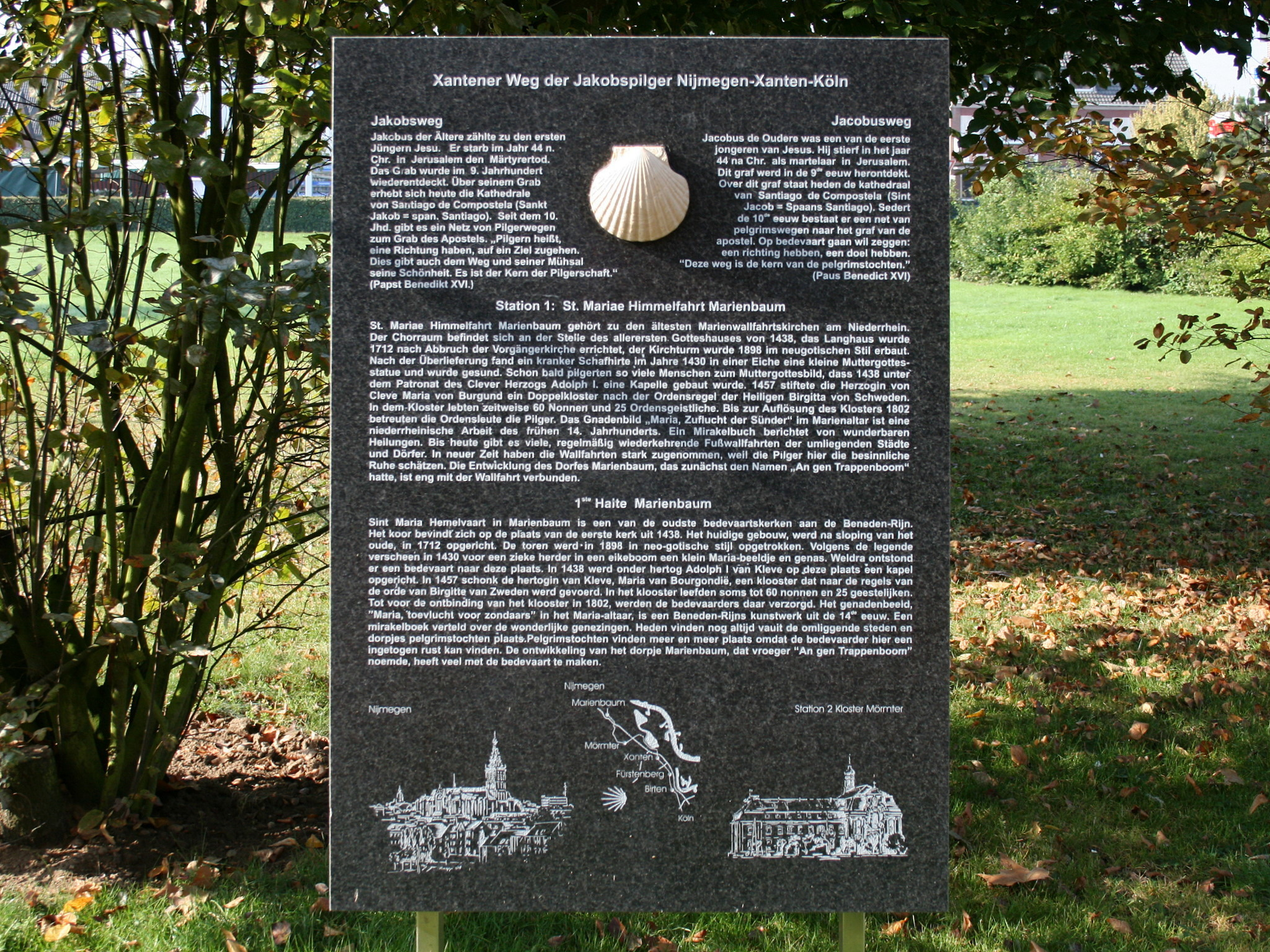
Znak informacyjny dla pielgrzymów Drogi świętego Jakuba

Maria Burgundzka założyła w 1460 podwójny klasztor zgodnie z rządem zakonu Brygidy Szwedzkiej, który początkowo był zamieszkany przez siedem sióstr zakonnych i dwóch księży. Po mniejszych rozbudowach klasztoru założono klasztor córek w Kalkar, w 1611, a drugi w 1625, w Kaldenkirchen.
W 1650/1688 rozbudowano Klasztor Maryi i ostatecznie udostępniono miejsc dla 60 sióstr zakonnych i 25 duchownych, którzy przyjmowali i opiekowali się pielgrzymami. W tym czasie Marienbaum stracił jednak na znaczeniu jako miejsce pielgrzymek, ponieważ w pobliskim mieście Kevelaer powstało konkurencyjne miejsce łaski (dziś jedno z najważniejszych miejsc pielgrzymek w Niemczech). Od 1712 do 1714 zdewastowana kaplica została rozebrana na części; chór kaplicy i krużganek barokowy, zbudowany w 1710 dołączono do nowo wybudowanego kościoła Wniebowzięcia Najświętszej Maryi Panny, a klasztor wzniesiono na nowo.

## Kościół parafialny
W trakcie sekularyzacji klasztoru pod rządami napoleońskimi, kościół został przekształcony w 1802 w centrum parafii, biblioteka klasztorna została włączona do Biblioteki Opactwa Xanten i w znacznym stopniu zburzyła zabudowania klasztorne. Dwupiętrowy budynek kapituły został zachowany i dziś służy jako zakrystia. Wieża kościelna została zbudowana w latach 1898-1900, w stylu neogotyckim, w 1898 wzbogacona o siedem brązowych dzwonów.
Po pożarze w Środę Popielcową 2017, wnętrze kościoła zostało zniszczone przez osad z sadzy. Po pracach konserwatorskich, które trwały ponad rok, w Niedzielę Palmową społeczność Marienbaum i okolic świętowała powrót do starego kościoła.

## Pielgrzymki dziś
Dziś kościół Wniebowzięcia Najświętszej Maryi Panny w Marienbaum odwiedza prawie 15 tysięcy pielgrzymów rocznie.

## Wyposażenie
Głównym sanktuarium kościoła Wniebowzięcia Najświętszej Maryi Panny jest obraz Maryi od początku XIV wieku, dziś jest pokazywany w zewnętrznej kaplicy kościoła.
Ponadto ołtarz główny z 1441 zdobią obrazy Bartłomieja Brunona Starszego, który także namalował wiele obrazów do katedry w Xanten, a także różne freski aniołów i apostołów z 1460 oraz wykonana przez zakonnice klasztoru XVII-wieczna tkanina postna, znajdująca się we wnętrzu kościoła.

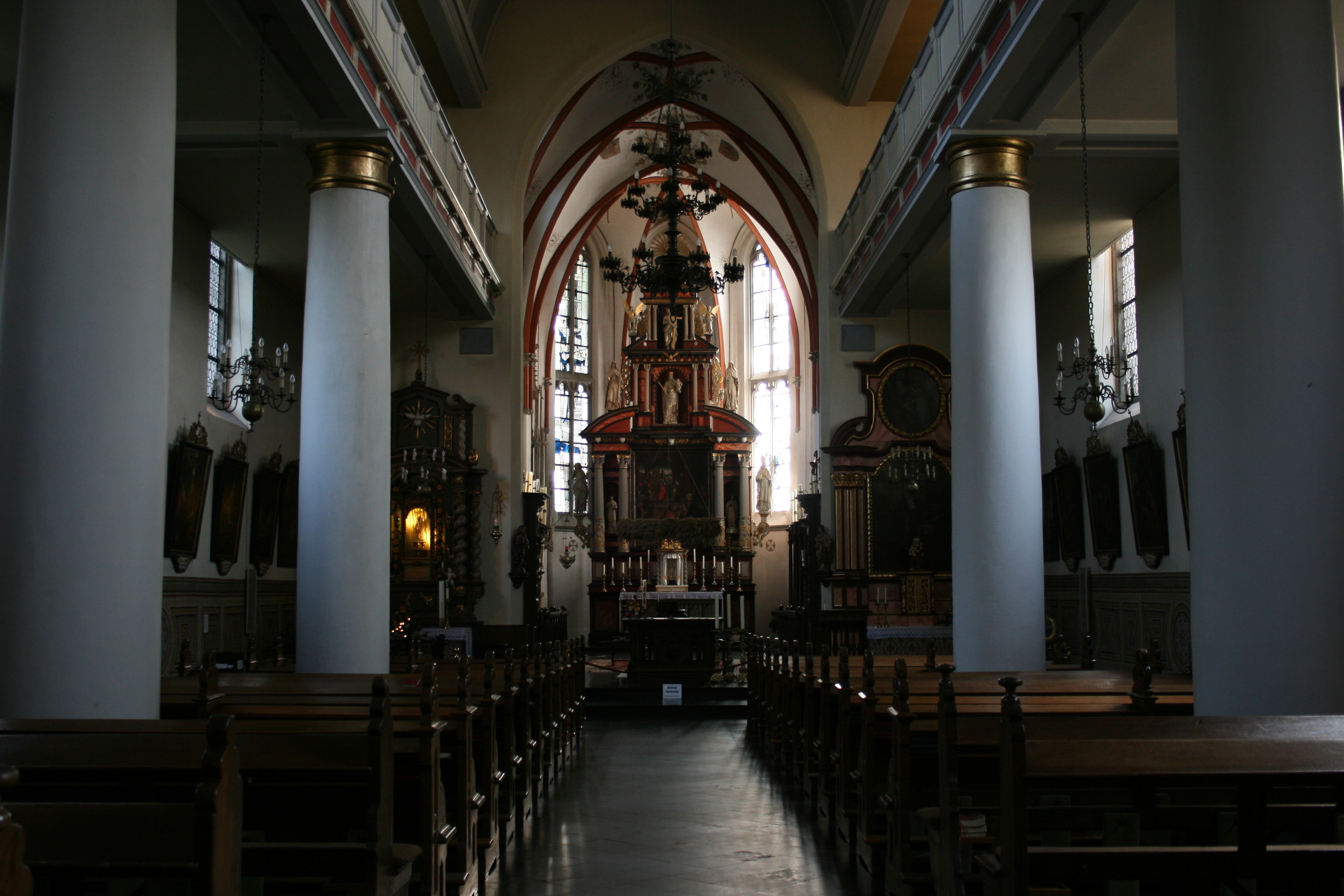
Spojrzenie na ołtarz
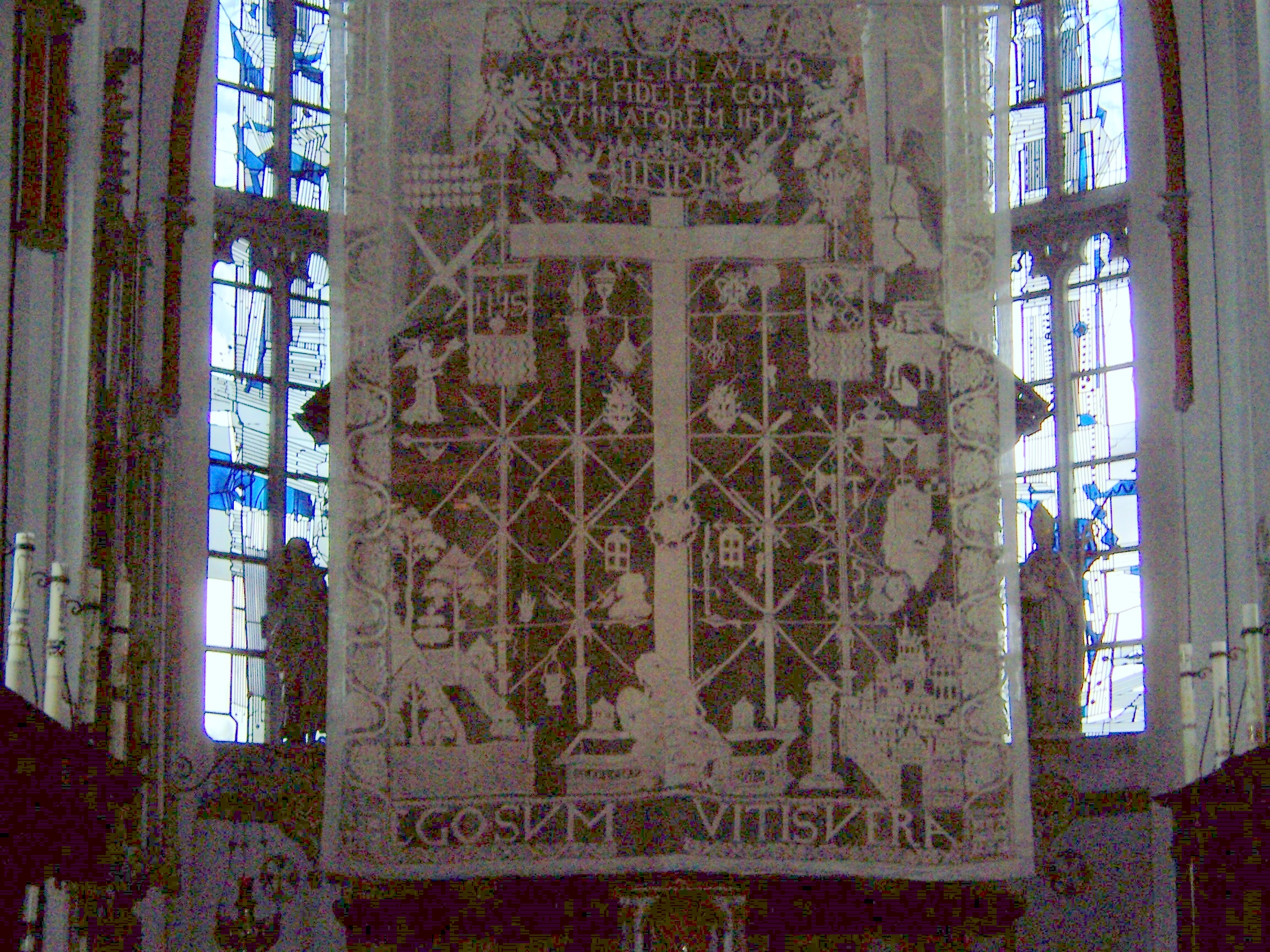
Tkanina postna przed ołtarzem głównym
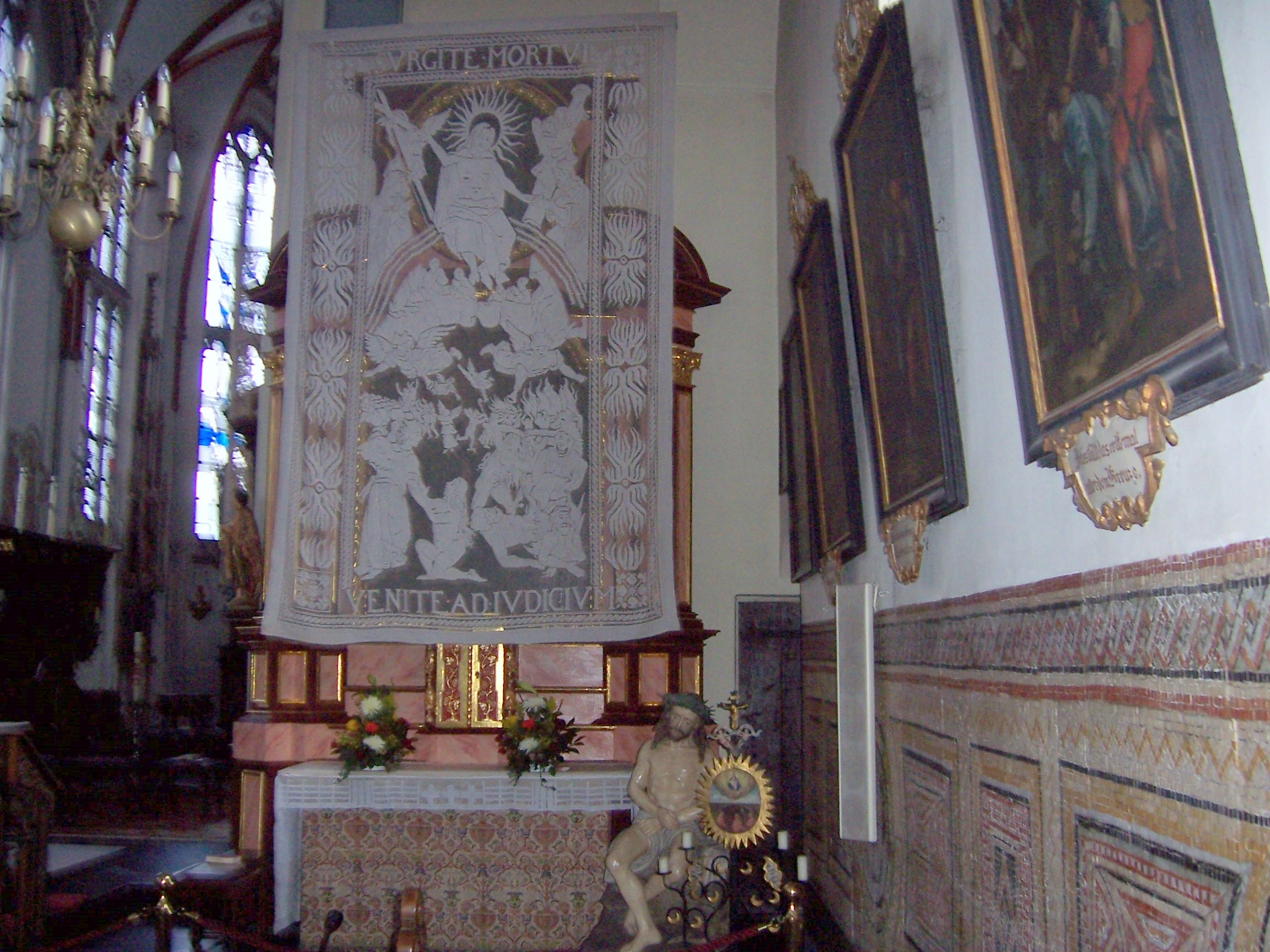
Tkanina postna przed prawym ołtarzem bocznym

## Organy

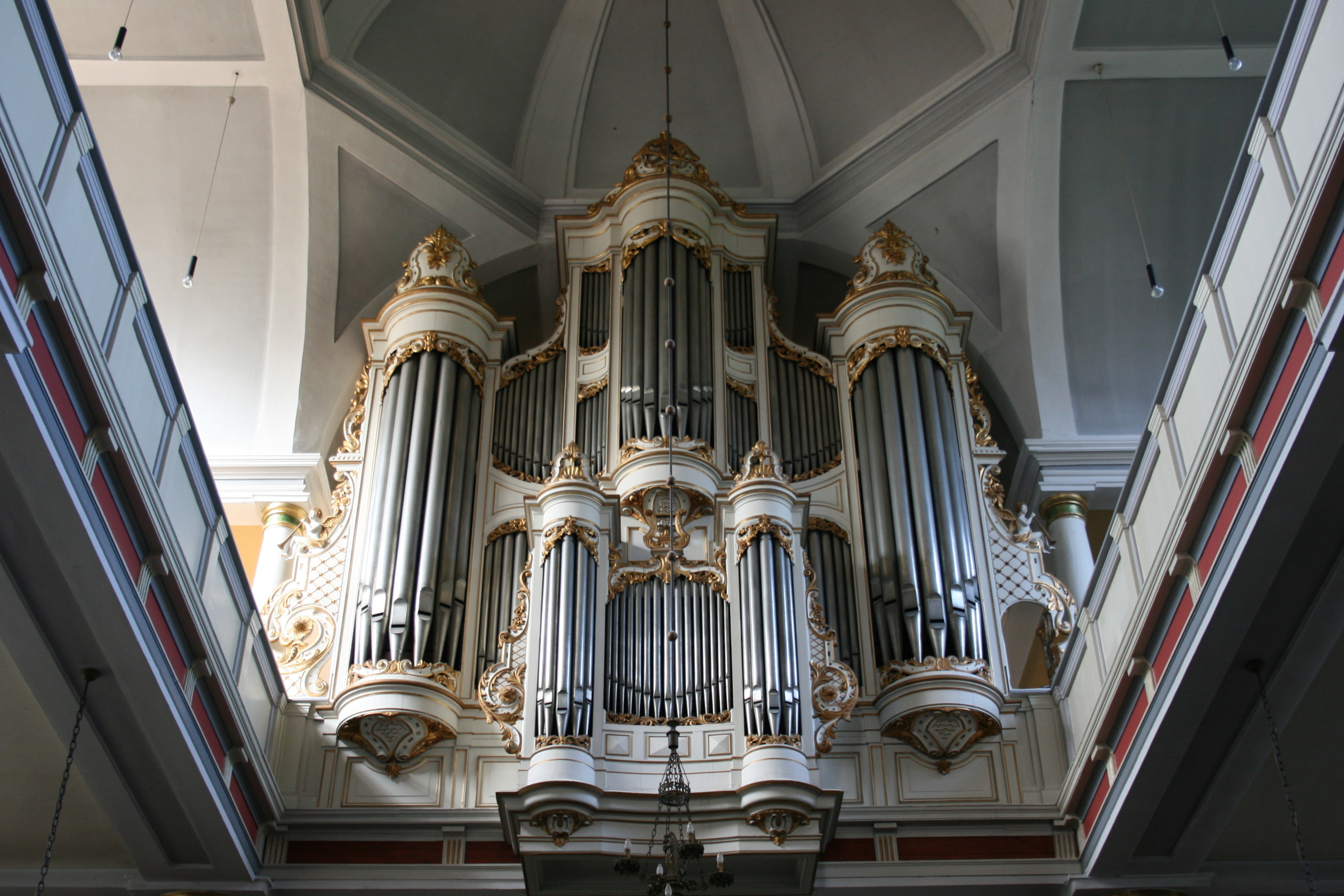
Organy w stylu Neo-Rococo

Organy kościoła w Marienbaum zostały zbudowane w 1894 przez holenderskiego budowniczego organów Van Dam Leeuwarden. Instrument stał do 1971 w Oosterkerk, w Arnhem, w Holandii. Został całkowicie odnowiony w 1971 przez budowniczego organów Romana Seiferta & syna (Kevelaer) i wbudowany w balustradę kościoła Maryi. Instrument czysto mechaniczny ma 25 rejestrów w stylu Neo-Rococo.

## Dzwony
W 1980 rodzina Underberg przekazała darowiznę na rzecz parafii w formie siedmiu dzwonów z brązu różnych rozmiarów i kolorów z odlewni Petit & Edelbrock w Gescher, które zastąpiły dzwony stalowe.

## Literatura
- J. M. Kreiten: Beschreibung des ehemaligen Klosters von Marienbaum von neuem historisch an’s Licht. Wydanie własne, Qualburg 1845 (Wersja cyfrowa uniwersyteckiej i publicznej bibliotekii w Düsseldorfie);
- Willehad Paul Eckert: Der Niederrhein – Landschaft, Geschichte und Kultur. Wydawnictwo książki Du Mont w Kolonii, 3 edycja 1978, ISBN 3-7701-1085-4;
- Alfons Alders: Kalendarz domowy Wesel 1980. hk.hopex.de. [zarchiwizowane z tego adresu (2016-09-10)].; Das Gnadenbild an gen Trappenboom; 550 Jahre Wallfahrt nach Marienbaum; wydanie pierwsze, ISBN 3-922384-01-3.